# Kengo Kawanishi
Kengo Kawanishi (河西健吾, Kawanishi Kengo) (Uonuma, 18 februari 1985) is een Japans stemacteur (seiyu). 

## Carrière
Kawanishi wilde na zijn middelbare school niet doorstuderen aan de universiteit. Zijn liefde voor computerspellen en anime brachten hem in de entertainmentsector. In 2005 studeerde hij als stemacteur af aan de Amusement Media Academy. Vanaf 2006 werkt Kawanishi als stemacteur.
Tot juni 2012 werd hij vertegenwoordigd door managementbureau Office Kaoru, maar sinds 2013 wordt hij vertegenwoordigd door Mausu Promotion.

## Filmografie

### Anime
2006
- Atashin'chi als klant D
- Angel Heart als kinderen
- Kanon als publiek
- Doraemon

2009
- Saki als scheidsrechter

2010
- Sazae-san
- Naruto Shippuden als Gentleman Cat, stedelingen, buitenlandse reiziger
- Hakuōki als Aizu Samurai
- Asobi ni Iku yo! als verslaggever

2011
- A Dark Rabbit Has Seven Lives als student
- Naruto Shippuden als Kagami Uchiha, Sagiri (ep 235), Chunin, onderzoeker, vriend, Kage
- Beëlzebub als Kosei Kuroki (Kagegumi), Scheidsrechter (ep 35)
- Blood-C als schooljongen
- Gintama' als Otaku A
- Deadman Wonderland als Matayoshi
- Gosick als Italiaanse jongen, kindsoldaat

2012
- World War Blue als Myomuto
- Naruto Shippuden als Konoha Shinobi, Kumogakure Shinobi, Shinobi, Samurai, Zaji
- Accel World als Avatar C
- Een ander als Junta Nakao
- Inu x Boku SS als jongen 2 (ep 6)
- Phi Brain: Puzzle of God Seizoen 2 als Man
- Beëlzebub als Hasui (ep 54), Quetzalcoatl

2013
- Space Battleship Yamato 2199 als Mitsuru Yoshida
- Inazuma Eleven GO: Galaxy als Kazerma Worg
- Naruto Shippuden als Shū (eps 309-310), Edo tensei Shinobi, Shinobi Union, Naka Uchiha
- Sunday Without God als Hardy (eps 7-8), Questine (eps 10-12), Student
- Golden Time als mannelijke student
- Nagi-Asu: Een stilte in de zee als Gaku Egawa
- Samurai Flamenco als Man B, mannelijke student C (ep 4)
- Stella Women's Academy, High School Division Class C³ als vijand C (ep 3)
- Strike the Blood als Caster (ep 3), Driver (ep 2), Iron Guard (ep 7)
- Ace of Diamond: Tweede seizoen als Wataru Kariba, Yoshimi Hidokoro, Narushima Junior High School-team
- Little Busters! Refrain als student D (ep 8)

2014
- Golden Time als Kazuya
- Nobunaga the Fool als Domrémy Village Child A (ep 15)
- World Conquest Zvezda Plot als "big bro" -roker (ep 3), kapitaalwacht B (ep 11)
- No Game No Life als bevolking
- Samurai Flamenco als operator
- Haikyū!! als Shigeru Yahaba, Kitagawa Daiichi-lid A (ep 1), speler van andere school (ep 16), student van andere school (eps 20, 23), volleybalclub van andere school (ep 22)
- Aldnoah. Nul als Kisaki Matsuribi
- Monthly Girls'Nozaki-kun als mannelijke student (ep 1)
- Bladedance of Elementalers als publiek (ep 4)
- Naruto Shippuden als Shinobi van Kirigakure, Konohagakure dorpeling, Konoha Anbu, Kakashi's student, Tobirama Senju (jong)
- In Search of the Lost Future als Yoshida
- Noragami als Student D
- Psycho-Pass 2 als Kyohei Otsu

2015
- Aldnoah Zero Part 2 als Kisaki Matsuribi
- Naruto Shippuden als Academiestudent (eps 418-419), vriend (ep 415), Mikoshi
- JoJo's Bizarre Avontuur: Stardust Crusaders als Manga Artist (ep 26); Tatsuhiko-pop (ep 40)
- Ace of Diamond: Second Season als Seki Naomichi, Wataru Kariba
- Hello! Kin-iro Mosaïc als schooljongen, leraar B
- Seraph of the End als vampier
- Yamada-kun and the Seven Witches als Urara Fan B (ep 1)
- Sound! Euphonium als harmonieorkestlid (ep 5)
- My Love Story!! als Drie sets mannelijke student A
- Arslan Senki als Asim (eps 1-2)
- Food Wars: Shokugeki no Soma als Shōji Satō, mannelijke student B (ep 17), mannelijke student E (ep 3), schooljongen B (eps 1, 14)
- Shimoneta: A Boring World Where the Concept of Dirty Jokes Doesn't Exist als jeugd B, Zendo-ka Division-lid B, Disciplinair B, Man A, Verzamelde Fabric man, Operator
- Knights of Sidonia: Battle for Planet Nine als monteur (ep 10)
- To Love-Ru Darkness 2nd als Pirate C
- Charlotte als Shichino
- Rokka: Braves of the Six Flowers als Soldier A (ep 3)
- Poort: Jieitai Kano Chi nite, Kaku Tatakaeri als adolescent, Nicola, personeel, griffier, spaarder, Roger
- The Asterisk War als mannelijke student B (ep 1)
- Chivalry of a Failed Knight als student (ep 1), bewaker (ep 3)
- Mobile Suit Gundam: Iron-Blooded Orphans als Mikazuki Augus

2016
- Prince of Stride: Alternative als Aoi Shima, Arata Samejima
- Naruto Shippuden als jonge Shisui Uchiha
- Active Raid 2nd als Sosuke Torigoe, Taiga Nawa
- March Comes in like a Lion als Rei Kiriyama
- The Disastrous Life of Saiki K. als Kenji Tanihara
- Bungo Stray Dogs als John Steinbeck
- All Out!! als Shota Adachigahara
- JoJo's Bizarre Adventure: Diamond Is Unbreakable als Terunosuke Miyamoto
- Luck & Logic als Ferio

2017
- Akiba's Trip: The Animation als Shōhei
- Atom: The Beginning als Kensaku Han
- Chronos Ruler als Bill Raidan
- Dive!! als Jiro Hirayama
- The Idolm@ster SideM als Ken Yamamura
- Kabukibu! als Jin Ebihara
- March Comes in like a Lion 2nd season als Rei Kiriyama
- Naruto Shippuden als Yurito
- Saga of Tanya the Evil als Johann
- Sagrada Reset als Chiruchiru

2018
- Hinamatsuri als Sabu
- Doreiku als Gekko Itabashi
- Run with the Wind als Kosuke Sakaki
- Jingai-san no Yome als Sora Hikurakawa
- Kitsune no Koe als Hu Li

2019
- That Time I Got Reincarnated as a Slime als Gelmud
- Ultramarine Magmell als Inyō
- Over Drive Girl 1/6 als Seijirō Kanmuri
- Dr. Stone als Gen
- Fire Force als Toru Kishiri
- Fruits Basket als Ritsu Soma
- Demon Slayer: Kimetsu no Yaiba als Muichiro Tokitō
- Cautious Hero: The Hero Is Overpowered but Overly Cautious als Mash
- African Office Worker als Honeyguide
- Stars Align als Kazumi Miwa

2020
- number24 als Natsusa Yuzuki
- Interspecies Reviewers als Narugami
- A Certain Scientific Railgun T als Gunha Sogīta
- Re:Zero − Starting Life in Another World als Lye Batenkaitos
- King's Raid: Successors of the Will als Roi
- The Gymnastics Samurai als Hiro Okamachi
- Wandering Witch: The Journey of Elaina als Chara
- Boruto: Naruto Next Generations als Yurito

2021
- Log Horizon: Destruction of the Round Table als Tōri
- Dr. Stone: Stone Wars als Gen
- Mushoku Tensei: werkloze reïncarnatie als Arumanfi
- Tokyo Revengers als Nahoya Kawata
- Scarlet Nexus als Shiden Ritter
- The Case Study of Vanitas als Roland Fortis
- Blue Period als Haruka Hashida

2022
- The Genius Prince's Guide to Raising a Nation Out of Debt als Manfred
- Skeleton Knight in Another World  als Sekt

### ONA(Original net animation)
- Monster Strike (2015) als Akira Kagetsuki

### OVA(Original video animation)
- Ace of Diamond (2014) als Baba

### Theatrale animatie
- Naruto the Movie: Blood Prison (2012) als Muku (jong)
- Puella Magi Madoka Magica the Movie: Rebellion (2013) als mannelijke student
- Boruto: Naruto the Movie (2015) als Yurui
- The Anthem of the Heart (2015) als Kazuharu Yamaji
- Batman Ninja (2018) als Rode Robin
- Blue Thermal (2022) als Kaede Hatori

### Drama-cd
- Hibi Chōchō (2014) als mannelijke student
- Neko to Watashi no Kin'yōbi (2015) als Kanade Maidō

### Computerspellen
- LORD OF SORCERY (2012) als Fin
- Haikyu!! Tsunage! Itadaki no keshiki!! (2014) als Shigeru Yahaba
- The Evil Within (2014) als Leslie Withers
- Prince of Stride (2015) als Aoi Shima, Arata Samejima
- Fire Emblem Fates (2015) als Prins Siegbert
- Mobile Suit Gundam: Extreme VS Force (2015) als Mikazuki Augus
- Akai Suna Ochiru Tsuki (2016) als Shiro Ebisu
- Mobile Suit Gundam: Extreme VS Maxi Boost ON (2016) als Mikazuki Augus
- Onmyōji (2016) als Shishio
- Akane-sasu Sekai de Kimi naar Utau (2017) als Fujiwara no Michinaga
- Touken Ranbu (2018) als Nansen Ichimonji
- Onmyōji Arena (2018) als Shishio
- Fate/Grand Order (2019) als Scandinavia Peperoncino
- Fire Emblem: Three Houses (2019) als Cyrill
- Another Eden (2019) als Dunarith
- Hero's Park (2019) als Kino Yuuki
- Sengoku Night Blood als Takakage Kobayakawa
- The city of seven days forever als Izakku
- Arknights (2020) als Adnachiel en Noir Corne
- The King of Fighters for Girls (2020) als Sie Kensou
- A Certain Magical Index: Imaginary Fest (2021) als Gunha Sogīta
- King's Raid als Roi
- Nioh 2 als Abe no Seimei
- Forever 7th Capital  als Isaac
- SD Gundam Battle Alliance (2022) als Mikazuki Augus